# Elien Vekemans
Elien Vekemans (30 de abril de 2001) es una deportista de Bélgica que compite en atletismo. Ganó una medalla de bronce en el Campeonato Europeo de Atletismo Sub-20 de 2019, en la prueba de salto con pértiga.